# Akuma no Uta
Akuma no Uta (o あくまのうた) es el quinto álbum de estudio del trío tokiota Boris. El disco fue publicado el 6 de junio de 2003 por Diwphalanx Records. Originalmente fue lanzado en dos versiones: una edición en CD, con una portada minimalista, y otra en vinilo, con una carátula que tributa a la del álbum Bryter Layter, de Nick Drake. En 2005 Akuma no Uta sería reeditado en Estados Unidos por Southern Lord Records con el arte del LP original.

## Lista de canciones
Todas las canciones escritas por Boris.
| N.º | Título                                | Duración |  |
| 1.  | «Introduction» ("イントロ")           | 9:41     |  |
| 2.  | «Ibitsu» ("いびつ")                   | 3:21     |  |
| 3.  | «Furi» ("フリー")                     | 3:19     |  |
| 4.  | «Naki Kyoku» ("無き曲")               | 12:13    |  |
| 5.  | «Ano Onna no Onryou» ("あの女の音量") | 6:28     |  |
| 6.  | «Akuma no Uta» ("あくまのうた")       | 4:00     |  |

## Créditos
| - Takeshi – guitarra, bajo, voz - Wata – guitarra - Atsuo – batería, voz | - Grabado, mezclado y masterizado por Souichirou Nakamura. - Arte de portada por Shouki Minami (versión minimalista). - Foto de portada por Eri Shibata (versión Nick Drake). - Diseño por FangsAnalSatan. |